# .sa
.sa è il dominio di primo livello nazionale assegnato all'Arabia Saudita.
Nel 2010 ICANN ha approvato il dominio nome di dominio internazionalizzato السعودية. (xn--mgberp4a5d4ar).